# Rolin Wavre
Rolin-Louis Wavre (25 mars 1896 à Neuchâtel - 9 décembre 1949 à Genève) est un mathématicien suisse.

## Biographie
Wavre étudie à l'Université de Paris et soutient son doctorat en 1921 à l'Université de Genève sous la direction de Henri Fehr avec une thèse intitulée « Sur quelques propriétés des suites de fonctions continues réelles et l’équation fonctionnelle f[φ₁(t)] = f[φ₂(t)] ». Il devient professeur extraordinaire à l'université de Genève en 1922, et professeur ordinaire en 1934 (comme successeur de Charles Cailler). Wavre a fait des recherches, entre autres sujets, sur la logique et la philosophie des mathématiques, domaines dans lesquelles il est adepte de l'intuitionnisme de Brouwer. Indépendamment et presque en même temps que Léon Lichtenstein, il travaille sur les formes d'équilibre d'un  fluide hétérogène, en vue d'applications aux systèmes planétaires en astrophysique.
Wavre est conférencier plénier au congrès international des mathématiciens de Zurich en 1932, avec une conférence intitulée L'aspect analytique du problème des figures planétaires . Il est conférencier invité à l'ICM en 1920 à Strasbourg en 1928 à Bologne et en 1936 à Oslo. De 1936 à 1937, il est président de la Société mathématique suisse.
Adolescent, Wavre fréquente le gymnase de Neuchâtel et est un ami proche du psychologue  Jean Piaget  et du mathématicien Gustave Juvet.

## Publications (sélection)
- La logique amusante, Genève, Editions du Mont-Blanc, 1946
- Rolin Wavre, « Is there a crisis in mathematics? », American Mathematical Monthly, vol. 41, no 8,‎ 1934, p. 488–499 (DOI 10.2307/2300414, JSTOR 2300414)
- L'imagination du réel, l'invention et la découverte dans la science des nombres, Neuchâtel, Baconnière, 1948
- Figures planétaires et géodésie, Gauthiers-Villars, 1932